# DJ Wolfe

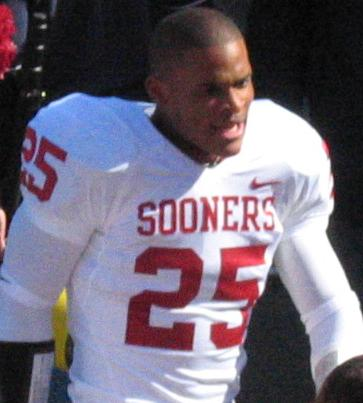
DJ Wolfe, 2006

De Vonne Jesron „DJ“ Wolfe (* 20. Januar 1986) ist ein ehemaliger US-amerikanischer Footballspieler.

## Leben
Wolfe spielte an der Eisenhower High School in der Stadt Lawton im US-Bundesstaat Oklahoma sowie danach 2004, 2005, 2006 und 2007 als Runningback an der University of Oklahoma. Der auch in der Verteidigung eingesetzte Wolfe wurde nach dem Ende seiner Universitätszeit im Jahr 2008 von der NFL-Mannschaft Atlanta Falcons verpflichtet, Ende Mai 2008 aber wieder aus dem Vertrag entlassen. Er beendete seine Laufbahn zunächst, ehe er im März 2011 zu den Calanda Broncos in die Schweiz wechselte. Mit der Mannschaft aus Chur wurde er 2011 Schweizer Meister, Wolfe erhielt die Auszeichnung als bester Spieler der Saison. Ende Juli 2012 war er entscheidend am Sieg der Bündner im Eurobowl beteiligt und wurde zum besten Spieler der Partie gewählt. Wolfe, der als einer der besten Footballspieler in Europa galt, gewann mit der Mannschaft 2012 und 2013 wiederum auch die Schweizer Meisterschaft. 2013 wurde er zum besten Akteur des Meisterschaftsendspiels gekürt. Im März 2014 wurde er von den Swarco Raiders Tirol für Einsätze im Europapokal verpflichtet. Wolfe wurde als Fitnesstrainer tätig. Später spielte Wolfe in seinem Heimatland für die Mannschaft Oklahoma Thunder in der Liga GDFL.